# Наварінська різанина
36°54′43″ пн. ш. 21°41′28″ сх. д. / 36.912° пн. ш. 21.691° сх. д.
Наварінська різанина — одне із серії масових вбивств часу грецької війни за незалежність. Вона призвела до знищення турецького цивільного населення , яке раніше населяло цей регіон.

## Облога фортеці

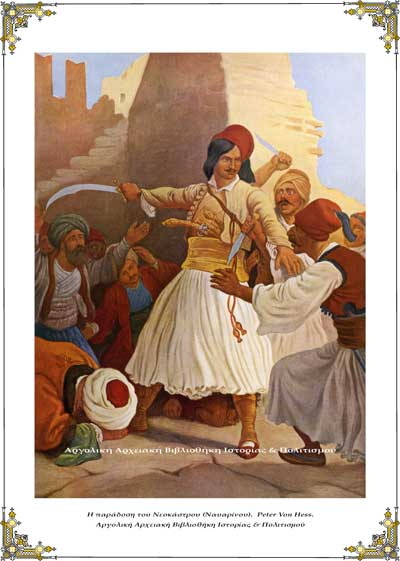
"Здача Неокастро" Пітера фон Гесса

У березні 1821 під керівництвом Костянтиноса П'єракоса Мавроміхаліса греки взяли Наваріно і почали облогу Неокастро. В серпні, до капітуляції фортеці Наваріно  багато турецьких сімей голодом змусили врятуватися і піти на милість греків. Однак вони були вбиті. Греки запропонували конвенцію, згідно з якою туркам буде забезпечений безпечний прохід до Єгипту. Коли капітуляція була завершена, міські турки відмовились від усього державного майна у фортеці.  Однак греки не збиралися, та й не мали можливості забезпечити безпечний прохід.  Використовуючи як привід смерть свого ватажка Мавромічаліса, який був убитий під час облоги, вони порушили умови капітуляції.
Поніропулос, один із грецьких учасників переговорів, через кілька років похвалився генералу Томасу Гордону, що він знищив копію капітуляції, яка була передана  туркам. 

## Різанина турків
19 серпня (ОС 7 серпня) 1821 року, коли ворота відчинились, греки кинулися туди. Близько 3000 населення було вбито. Лише 160 з них вдалося врятуватися. 

Історик Джордж Фінлей писав, що грецький священик Францез був очевидцем цієї різанини. На основі описів священника Фінлей написав:
Жінки, поранені мушкетами та порізами шаблі, кинулись до моря, прагнучи врятуватися, і були навмисно розстріляні. Греки схопили немовлят із грудей матерів і вдарили їх об каміння. Дітей трьох і чотирьох років кидали  в море і залишали тонути. Коли різанина закінчилася, мертві тіла, винесені на берег або складені на пляжі, загрожували моровом. . . 